# Saßweiher (Naturschutzgebiet)
Das Gebiet Saßweiher ist ein vom Regierungspräsidium Tübingen am 3. November 1988 durch Verordnung ausgewiesenes Naturschutzgebiet auf dem Gebiet der Stadt Bad Waldsee im baden-württembergischen Landkreis Ravensburg.

## Lage
Das Naturschutzgebiet Saßweiher liegt im Süden des Gebiets der Stadt Bad Waldsee, etwa drei Kilometer nordwestlich von Bergatreute zwischen Ortschaften Enzisreute und Engenreute am Ostrand des Altdorfer Walds. Das Gebiet gehört zum Naturraum Oberschwäbisches Hügelland und ist Teil des FFH-Gebiets Altdorfer Wald. Das Gebiet entwässert größtenteils über einen namenlosen Bach zum Venusbach, der Wolfegger Ach und dann der Schussen. 

## Schutzzweck
Der Schutzzweck ist laut Verordnung „die Erhaltung eines Spirken‑Hochmoors mit vollständiger Zonation und den umgebenden Niedermoorflächen sowie der dort lebenden bedrohten Tier‑ und Pflanzenwelt.“

## Landschaftscharakter
Das Schutzgebiet umfasst ist ein Waldmoor mit einem mit Spirken bewachsenen Hochmoorkern, der von einem strukturreichen Moorrandwald umgeben ist. In der Peripherie befinden sich offene Bereiche, die durch kleinräumig verzahnte Feuchtbiotope, wie Pfeifengras-Streuwiesen, Nasswiesen und Seggenriede bestimmt werden und durch regelmäßige Mahd gepflegt werden.